# Aegeritella
Aegeritella är ett släkte av svampar. Aegeritella ingår i divisionen sporsäcksvampar och riket svampar.